# Neckaruferbebauung Nord
Koordinaten: 49° 29′ 42″ N, 8° 28′ 34″ O

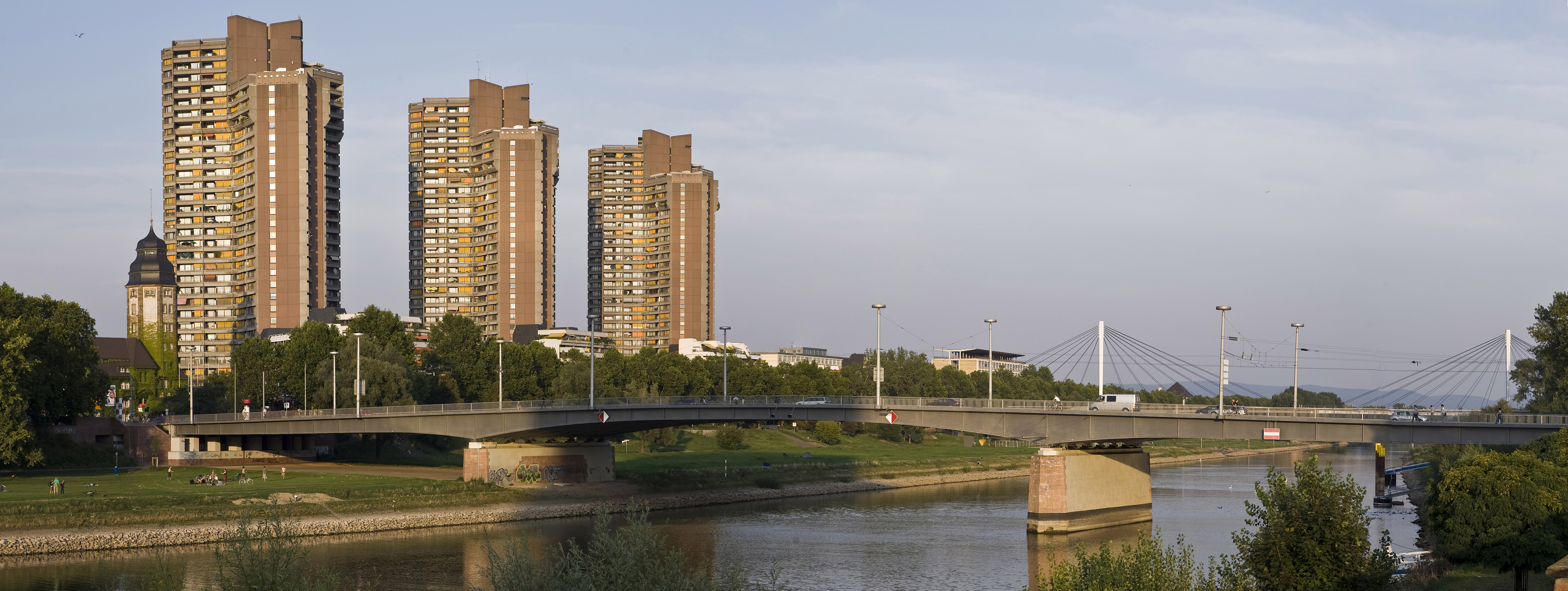
Hochhäuser mit Kurpfalzbrücke

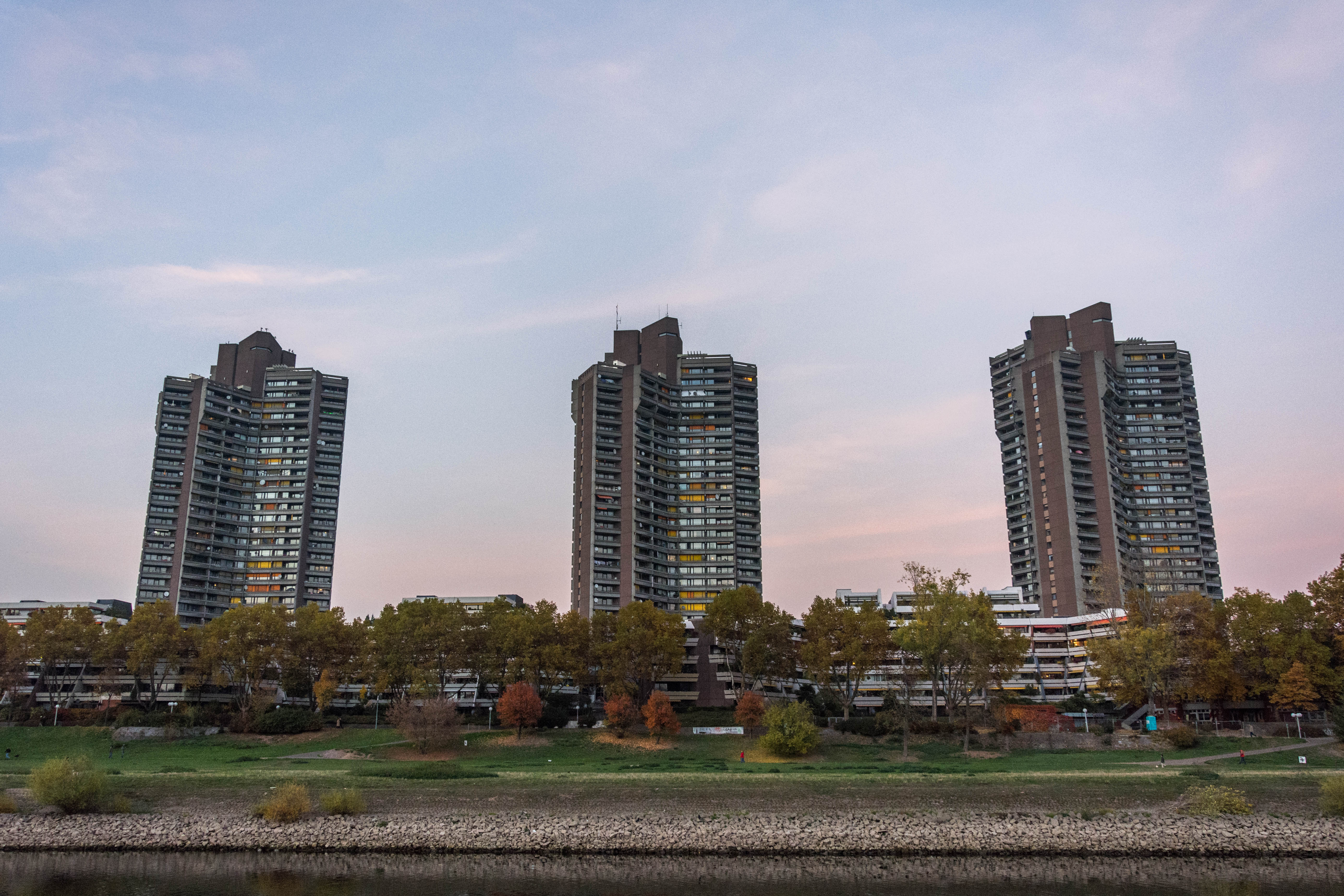
Blick vom Südufer auf die Neckarpromenade

Die Neckaruferbebauung Nord, auch kurz „NUB“, ist eine Wohnanlage im Mannheimer Stadtteil Neckarstadt-Ost am nördlichen Neckarufer zwischen Kurpfalzbrücke und Friedrich-Ebert-Brücke mit drei Hochhäusern, zum Neckar vorgelagerten Terrassenhäusern und verschiedenen Schulgebäuden.

## Planung und Baugeschichte
Die Planungen zur Neugestaltung des Neckarufers begannen in den 1960er Jahren. Durch eine moderne, großstädtische Bebauung mit Büro- und Wohnhochhäusern in luftiger und grüner Umgebung sollte nach dem Vorschlag des Mannheimer Architekten Karl Schmucker die Neckarstadt und Innenstadt enger verbunden werden. Zunächst war geplant, vier Hochhäuser zu errichten, wobei am Alten Meßplatz der höchste Turm stehen sollte. Gebaut wurden jedoch in mehreren Abschnitten zwischen 1975 und 1982 nur drei Hochhäuser. Auf den Abriss der Alten Feuerwache wurde somit verzichtet.

## Architektur

### Wohntürme
Die drei Wohntürme mit sternförmigem Grundriss wurden von den Mannheimer Architekten Einald Sandreuther, Werner Single und Norbert Schultes für die damalige Wohnungsbaugesellschaft Neue Heimat entworfen und sollen auf geringer Fläche Platz für möglichst viele Wohnungen bieten. Versorgungsschächte und Aufzüge sind zentral angeordnet und überragen die übrigen Gebäudeteile.
Die drei Hochhäuser wurden 2007 von der Blackstone Group gekauft, die sie 2014 an Grand City Properties verkaufte.
- Höhe: jeweils 100 m
- Etagen: jeweils 29
- Wohnungen: je Turm 266 Wohnungen (insgesamt 798)

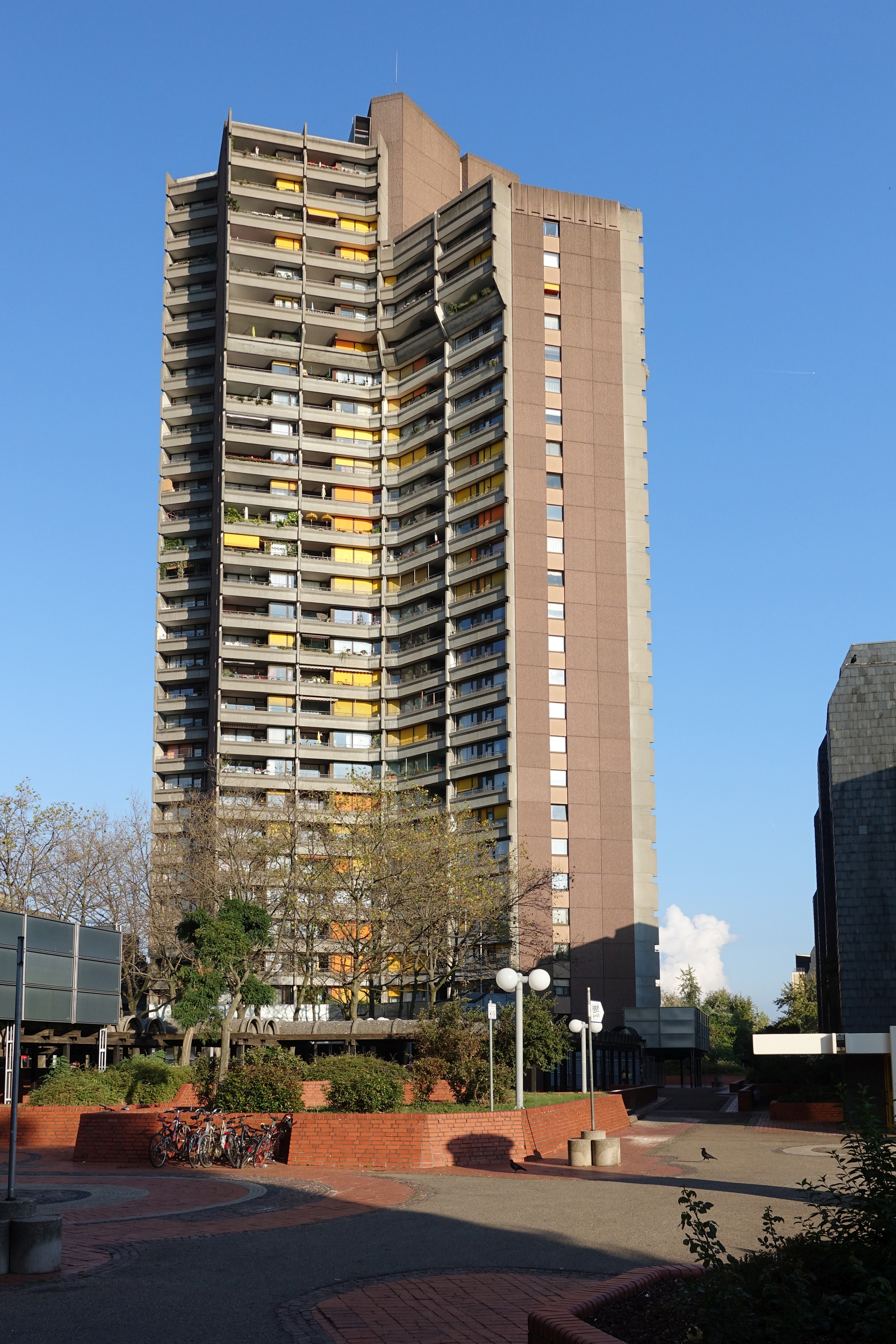
Turmfassade und Außenanlage
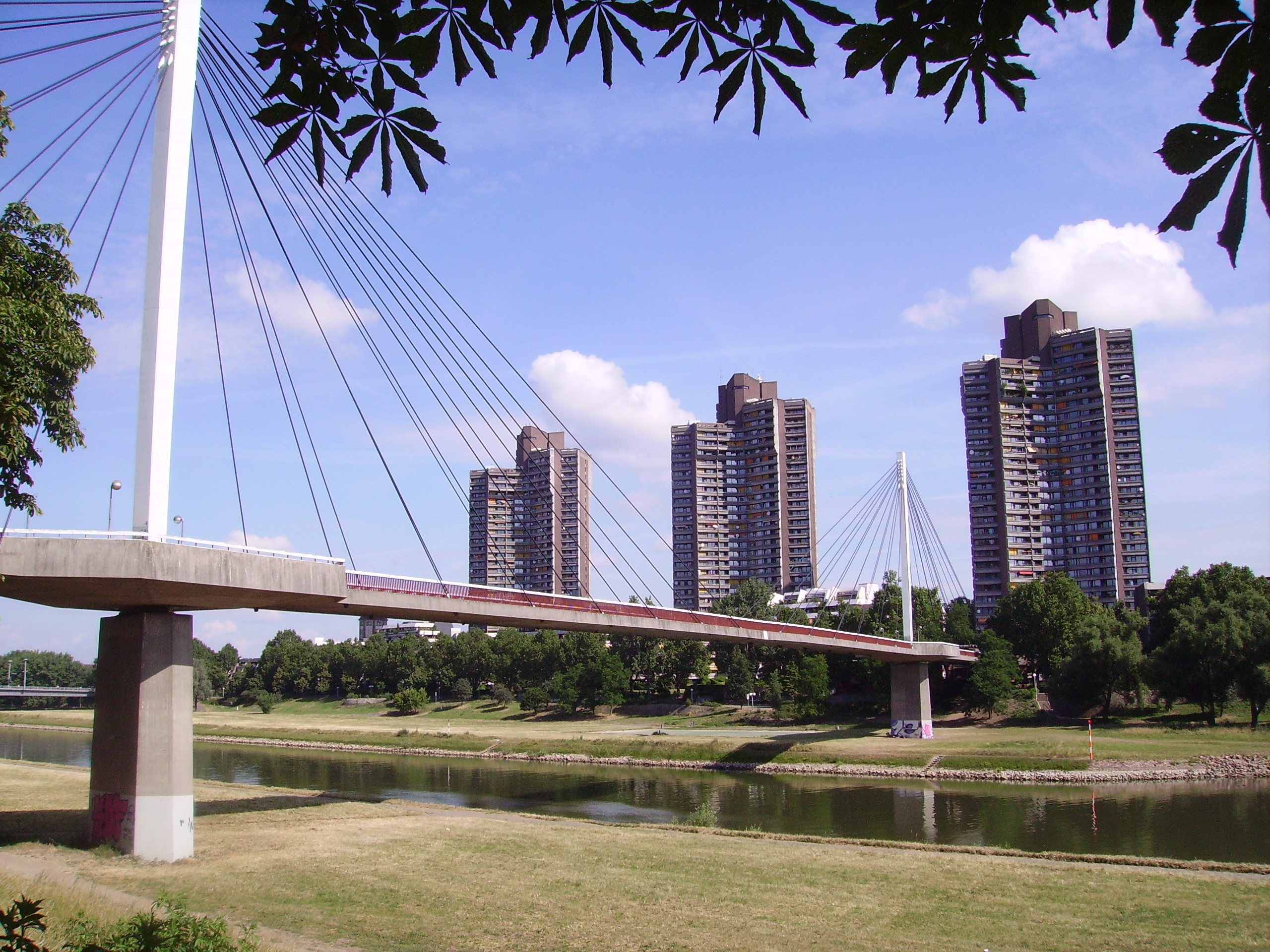
Neckaruferbebauung mit Neckarsteg
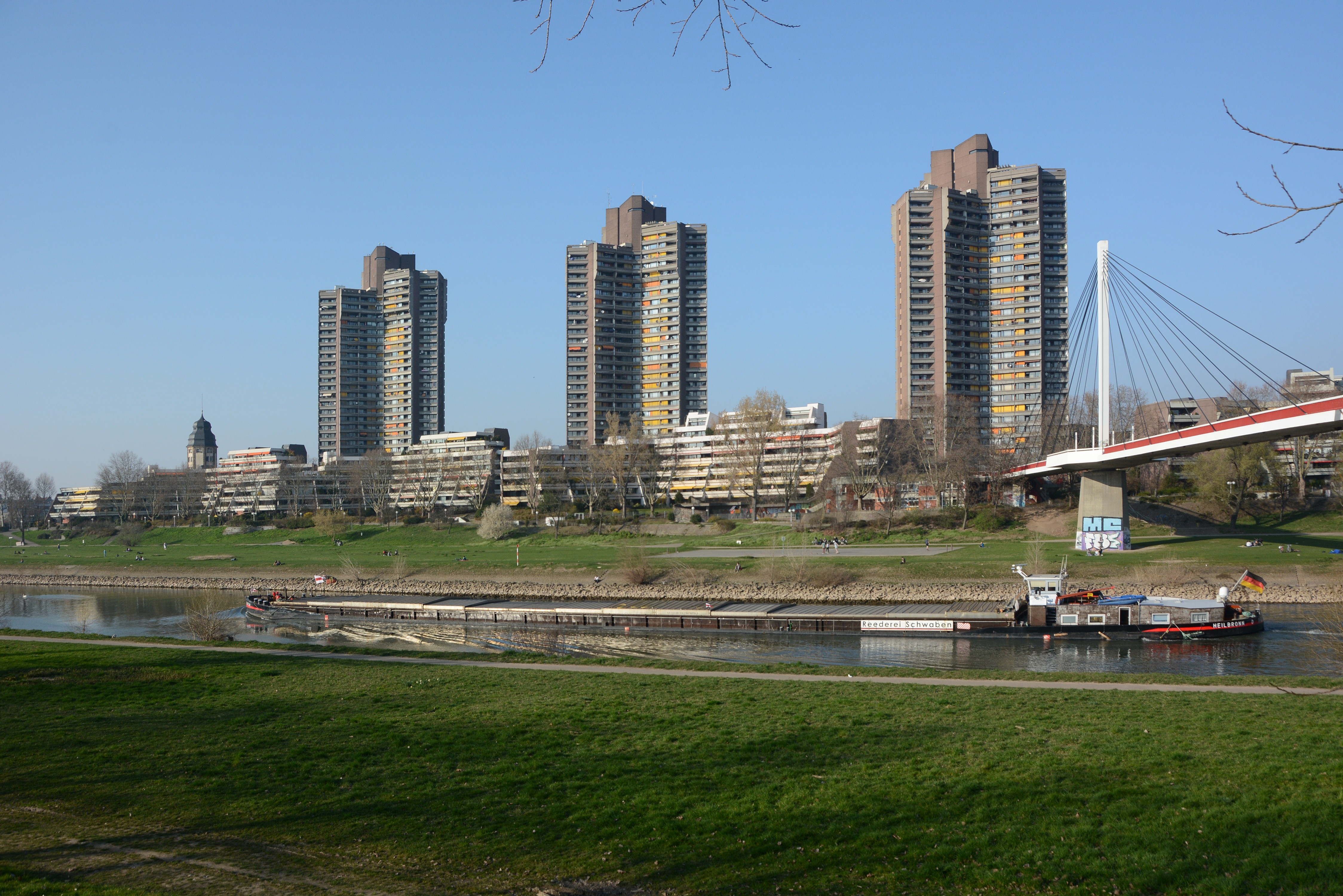
Mit vorgelagerten Terrassenhäusern

### Terrassenhäuser
Südlich zum Neckarufer vorgelagert sind in einem langgezogenen Komplex vier Terrassenhäuser mit 355 Eigentumswohnungen angeordnet.

#### Parkhaus mit darüberliegender Fußgängerzone
Eine zentrale Fußgängerebene, die von einer ebenerdig errichteten Parkhausebene getragen wird, gewährt Zugang zu allen Häusern und über den Neckarsteg zum Collini-Center. Durch das Erdgeschoss der Anlage führt die Straße „Neckarpromenade“.

### Weitere Gebäude

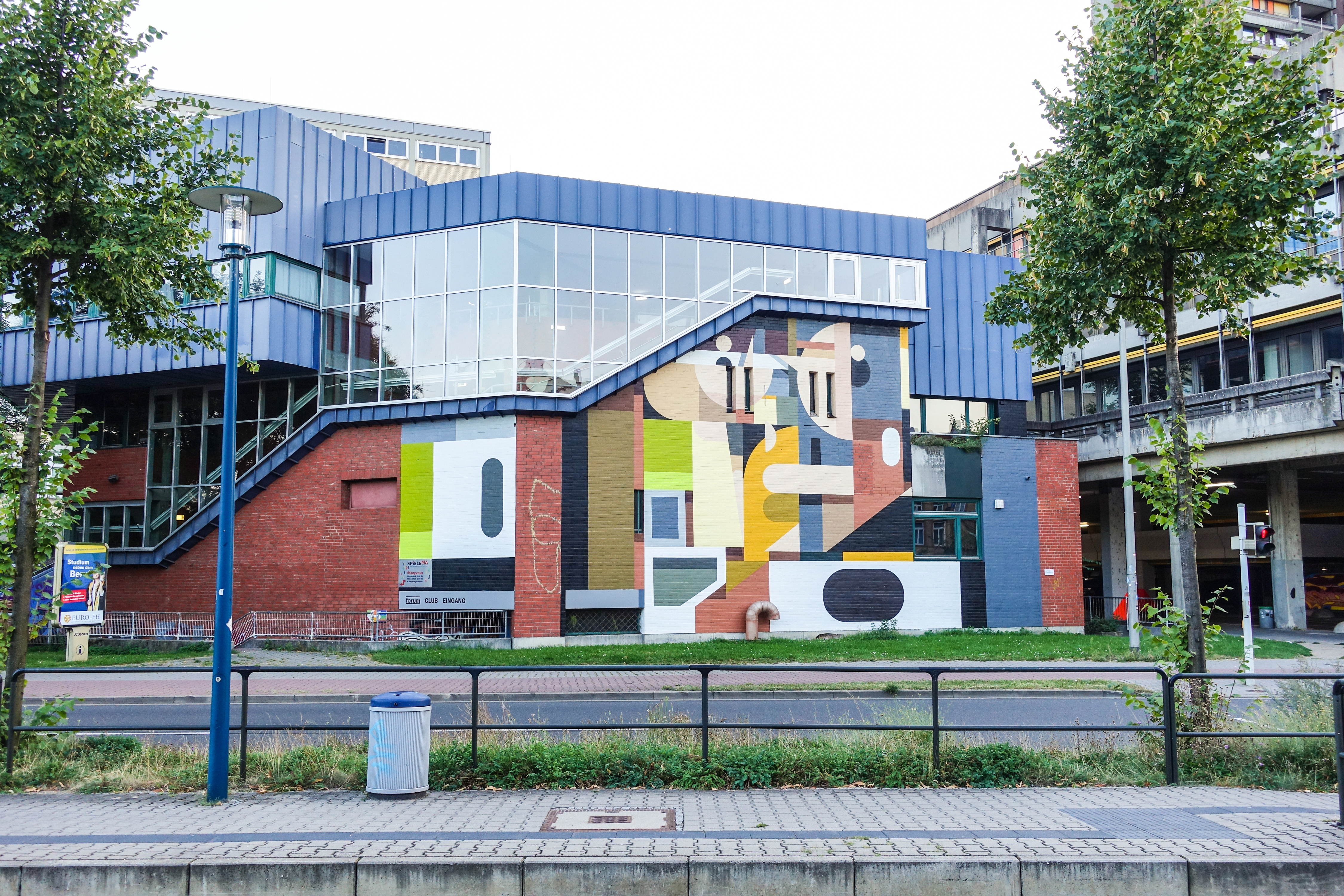
Jugendkulturzentrum FORUM

In den Komplex integriert sind an der Nordseite die Carl-Benz-Schule und die Werner-von-Siemens-Schule sowie unmittelbar daneben das Jugendkulturzentrum FORUM und die Justus-von-Liebig-Schule. Angeschlossen an das zweite Terrassenhaus liegt das Kinderhaus der Stadt Mannheim.

### Auszeichnungen der Gesamtbebauung
- 1980 – Bund Deutscher Architekten – Wettbewerb „Wohnen in städtebaulicher Verdichtung“
- 1980 – Bund Deutscher Architekten / Landessieger – Wettbewerb „Wohnen am Stadtrand mit innerstädtischen Baumaßnahmen“
- 1981 – Bund Deutscher Landschaftsarchitekten – Wettbewerb „Fußgängerzone und verkehrsberuhigte Zonen“
- 1981 – Bund Deutscher Architekten für Jugendkulturzentrum forum

### Gestaltungsmerkmale
- Platanenhof mit der Brunnenplastik „Stadtpflanze“
- Platanenhügel
- Spiralberg mit Windrad

## Infrastruktur

### Öffentlicher Nahverkehr
Das Wohnquartier ist über die Haltestellen Alte Feuerwache und Schafweide an mehrere Linien des öffentlichen Nahverkehrs angeschlossen.

### Weitere öffentliche Einrichtungen
- forum – Jugendkulturzentrum Mannheim
- Stadtjugendring Mannheim e.V.